# Ratko Mandić
Ratko Mandić (serbisch-kyrillisch Ратко Мандић; * 11. Oktober 1992 in Belgrad) ist ein serbischer Fußballspieler.

## Karriere
Mandić spielte in der Saison 2010/11 für den Zweitligisten FK Bačinci, für den er zu sieben Einsätzen in der Prva Liga kam. Zur Saison 2011/12 wechselte er zum FK Rad Belgrad, ehe er noch ohne ein Spiel absolviert zu haben im August 2011 weiter zum FK Palić zog. Zur Saison 2013/14 wechselte der Verteidiger nach Malta zum Zweitligisten Żebbuġ Rangers, mit dem er zu Saisonende in die Maltese Premier League aufstieg. Sein Debüt in der höchsten maltesischen Spielklasse gab er dann im August 2014 gegen den FC Balzan. Nach sieben Erstligaeinsätzen für Żebbuġ verließ er den Verein im Januar 2015.
Nach eineinhalb Jahren ohne Klub kehrte er zur Saison 2016/17 zu den mittlerweile wieder nur noch zweitklassigen Żebbuġ Rangers zurück. Für diese kam er zu zehn Zweitligaeinsätzen. Zur Saison 2017/18 wechselte er innerhalb der Liga zum FC Mqabba. Für Mqabba kam er 19 Mal zum Einsatz. Zur Saison 2018/19 wechselte er weiter zum FC Sirens. Für Sirens spielte er 26 Mal in der zweiten maltesischen Liga.
Zur Saison 2019/20 wechselte Mandić wieder ans europäische Festland und schloss sich dem Erstligisten FC Botew Wraza aus Bulgarien an. Für Wraza kam er bis zur Winterpause einmal in der Parwa liga zum Einsatz. Im Januar 2020 kehrte der Serbe wieder nach Malta zurück und wechselte zum Zweitligisten FC Qormi, für den er bis zum COVID-bedingten Saisonabbruch siebenmal spielte. Zur Saison 2020/21 wechselte er zum FC St. George’s. Für St. George’s kam er bis zum abermaligen Saisonabbruch zu zehn Einsätzen. Nach der Saison 2020/21 verließ er den Verein.
Nach einem halben Jahr ohne Klub wechselte Mandić im Februar 2022 zum österreichischen Regionalligisten ATSV Stadl-Paura. Für Stadl-Paura kam er zu fünf Einsätzen in der Regionalliga, aus der er mit dem Verein aber abstieg. Daraufhin kehrte er zur Saison 2022/23 nach Serbien zurück und schloss sich dem Drittligisten FK FAP an.